# Лейбористська партія (Велика Британія)
Лейбори́стська па́ртія (англ. Labour Party — Трудова партія або Робітнича партія) — лівоцентристська соціал-демократична політична партія у Великій Британії. Одна з двох провідних британських політичних партій, наряду з Консервативною партією. З 5 липня 2024 року, після впевненої перемоги на парламентських виборах, партія є правлячою та формує британський уряд. З 2020 року партію очолює Кір Стармер, чинний прем'єр-міністр Великої Британії.
Лейбористську партію засновано на початку 20-го сторіччя за активної участі представників робітничого руху лівого спрямування. 1900 року був організований «Комітет робочого представництва», який з 1906 року називається «Лейбористською партією». В лютому 1918 року було прийнято статут партії. У серпні того ж року прийнято програмний документ «Лейбористи та новий соціальний порядок». Протягом довгих років лейбористи займали ліву частину політичного спектру Великої Британії. Діяльність партії тісно пов'язана з роботою профспілок.
У 1920-х роках Лейбористська партія замістила Ліберальну партію в ролі головного супротивника Консервативної партії Великої Британії. 1924 року партія вперше сформувала британський уряд.
Лейбористи підкреслюють необхідність посилення державного втручання в економіку, виступають за ліквідацію суспільної нерівності, підтримку соціальних програм у галузі освіти, охорони здоров'я та боротьби з безробіттям, обмеження імміграції до економічно обґрунтованого рівня, захист прав меншин та активну європейську інтеграцію.

## Історія

### Перший лейбористський уряд (1924)
1923-го року, незважаючи на те, що консерватори отримали найбільше голосів на парламентських виборах і залишилися найбільшою партією Великої Британії, вони втратили більшість у парламенті, що дозволило лібералам та лейбористам, які хотіли запровадження вільної торгівлі, сформувати уряд. Таким чином, з мовчазної згоди лідера лібералів Герберта Генрі Асквіта, в січні 1924 року Джеймс Рамсей Макдональд став першим прем'єр-міністром лейбористом, який сформував перший уряд лейбористів, попри роботу тільки зі 191 депутатом (менш ніж на третина Палати Громад).
Оскільки уряд був змушений покладатися на підтримку лібералів, він не міг ухвалити будь-який соціалістичний законопроєкт. Єдине істотне зрушення стосувалось прийняття закону про початок програми масового будівницта будинків для здачі в оренду робітничим родинам.
1 лютого 1924 року уряд на чолі із Рамсеєм Макдональдом став першим із урядів наддержав, що визнав владу СРСР.
Лейбористський уряд протримався всього лише дев'ять місяців. Надалі Рамсей Макдональд продовжував політику подачі Лейбористської партії як помірної політичної сили. Він виступав проти страйку 1926 року, стверджуючи, що найкращий спосіб досягнення соціальних реформ — через урну для голосування.

### Другий лейбористський уряд (1929—1931)
В 1929 році Лейбористська партія вперше стала найбільшою партію в Палаті Громад, отримавши 287 місць та 37,1 % голосів виборців. Однак Макдональд як і раніше, покладався на підтримку лібералів, щоб сформувати уряд.
Незабаром країну охопила криза. До кінця 1930 року рівень безробіття зріс вдвічі і налічував більш як 2.5 мільйони осіб. Уряд не зміг запровадити ефективних рішень у відповідь на кризу. До літа 1931 року суперечка про те, чи варто скорочувати державні витрати призвела до розколу уряду. Через погіршення економічної ситуації Макдональд домовився створити коаліційний «національний уряд» з консерваторами та лібералами. Це викликало велике невдоволення серед лейбористів, вони відчули себе обдуреними через дії Макдональда: він і його прихильники були негайно виключені з Лейбористської партії і пізніше утворили Національну лейбористську організацію.
На виборах 1931 року «національний уряд» отримав 554 місця в парламенті, зокрема 473 крісла отримали консерватори, 13 — національні лейбористи, 68 — ліберали, в той час як Лейбористська партія, тепер очолювана Артуром Гендерсоном, отримала лише 52 місця. Макдональд був щиро засмучений такою серйозною поразкою Лейбористської партії на виборах, адже розглядав «національний уряд» лише як тимчасовий захід. Результати виборів значно посилили озлобленість лейбористів до Макдональда.
1935 року Макдональд подав у відставку з посади прем'єр-міністра.

### «Нові лейбористи»
На тлі різкого падіння популярності серед виборців молоде покоління лейбористів на чолі з Тоні Блером, Пітером Мандельсоном і Гордоном Брауном в середині 1990-х років розробило ідеологію «нового лейборизму». Партія відмовилася від соціалістичних ідей і стала лівоцентристською, почавши боротьбу за виборців англійського середнього класу. Це дозволило лейбористам в 1997 році отримати рекордну за всю історію кількість мандатів (418) і абсолютну більшість (у 179 місць) у Палаті громад.
На загальних парламентських виборах у 2005 році лейбористи отримали частку в 35,3 % голосів і 356 місць (абсолютна більшість) в парламенті. Тоні Блер став першим лідером нових лейбористів, який привів партію до перемоги на виборах тричі поспіль. Проте в 2005 році лейбористи перемогли з помітно меншим результатом, ніж у 1997 чи 2001 році. Причиною цього стали електоральна втома від перебування при владі однієї партії, негативне ставлення суспільства до британської участі у війні в Іраку, розчарування виборців у політиці лейбористів і проблеми всередині самої партії.
Лейбористи традиційно користуються популярністю виборців в індустріальних районах північної та північно-західної Англії, в Лондоні, а також в Шотландії та Уельсі.
З 2007 року лідер партії — Гордон Браун. З квітня 2020 року — Кір Стармер.